# Ngựa Andravida
Ngựa Andravida, còn được gọi với cái tên khác là Ngựa Eleia là một giống ngựa kéo được tìm thấy ở khu vực Ilia thuộc Hy Lạp. Giống ngựa này phát triển bằng việc Ngựa Anglo-Norman lai với các giống ngựa địa phương và sau đó còn lại bổ sung với Ngựa Nonius sau năm 1920. Giống ngựa này gần như tuyệt chủng và cuốn sách về giống của nó chỉ được thành lập vào năm 1995.
Tính khí của các cá thể ngựa giống này này được mô tả là hoang dã nhưng mạnh mẽ. Loài này có chiều cao trung bình từ 14 đến 16 hand (56 đến 64 inch, 142 đến 163 cm) cao với chiều cao đạt mức trung bình vào khoảng 15 hand (60 inch, 152 cm).
Loài này được cho là hậu duệ của những con ngựa kỵ binh của Hy Lạp cổ đại; trong thế kỷ thứ tư trước Công nguyên được sử dụng bởi quân đội Athenian. Trong thời kỳ hòa bình, giống ngựa này được sử dụng để vận chuyển hàng hóa từ những ngôi làng hẻo lánh và để cưỡi. Bắt đầu từ thế kỷ 13, máu Ả Rập đã được phối vào giống ngựa này nhằm tạo ra các chủng nhẹ hơn của giống ngựa này. Trong thế kỷ 20, máu của giống ngựa Anglo-Norman đã được thêm vào, nhưng sau đ1o số lượng ngựa giống này đã dần dần suy giảm. Loài này đã được cứu khỏi tuyệt chủng vào đầu những năm 1990.